# Georges Chevalier (chansonnier)
Pour les articles homonymes, voir Georges Chevalier et Chevalier.
Georges Chevalier, né à Romorantin (Loir-et-Cher) en 1882 et mort en 1950, est un chansonnier régionaliste français. Auteur de chansons et de monologues dans le patois des paysans solognots, il a connu un énorme succès dans les années 1920-1930 en Sologne et dans les régions voisines (Orléanais, Touraine, Berry).

## Biographie
Georges Chevalier commença par exercer le métier de pâtissier comme son père, puis tint une crèmerie dans sa ville natale. Il devint ensuite employé aux écritures au camp d’aviation militaire de Pruniers (actuellement Pruniers-en-Sologne), près de Romorantin, jusqu’à la Seconde Guerre mondiale. En 1920 il fut un des membres fondateurs d’une société théâtrale d’amateurs romorantinaise, Les Amis de la Scène qu'il anima jusqu'à sa mort. C’est, semble-t-il, pour cette troupe qu’il écrivit ses premières chansons patoisantes au début des années 1920.
Il est inhumé au Cimetière St. Roch à Romorantin-Lanthenay.

## Œuvre
Le compositeur de la plupart des chansons de Georges Chevalier était Auguste Schaeffer, clarinettiste et chef de l’Union Musicale de Romorantin. Si le chanteur Maurice Sandré créait habituellement leurs chansons sur la scène du théâtre de Romorantin, Georges Chevalier les interprétait également lui-même, seul ou en duo avec Sandré. Dans le courant des années 1930 Maurice Sandré enregistra sur disques 78 tours plusieurs titres de Chevalier et Schaeffer pour la firme Odéon. Il se produisit avec un certain succès populaire à Paris lors de l’Exposition universelle de 1937. 
La plupart des chansons de Chevalier, qui se présentait comme “chansonnier” sont sous-titrées “chansonnette comique”. Le style paysan en est volontiers satirique, gouailleur, réaliste, parfois grivois.

### Chansons
Les Caquésiaux [moustiques]

En cueillant des Couamelles [champignons]

La Charbonnée [plat d'abats de porc]

Avez-vous vu R’nastine [Ernestine]

Les Gueurnazelles [grenouilles]

La poque du Peursureux [la fille du préposé au pressoir public]

La fille à Souffletiau

Anvec ma Berouette [brouette]

Tins ben la Ridelle [côté de la voiture gerbière]

J’avons pas l’même pens’ment [idée]

Si y’avait pu d’paisans [paysans]

Ah! Ces sacrées Bon Dieu d’fumelles [femmes]

La Fouée d’Maray [la foire de Maray, Loir-et-Cher]

T’as don’ mal au pied

Les Parisiens d’cheux nous

Les Loches et les lumas [les limaces et les escargots]

Nos p’tits Oisiaux

L’pée Ugène au comice

L’pée Ugène à la fouée [foire] 

Plein coumm' une oeu 

Ca ira bin coumm' ça

J'soumm's pas si couillons qu'ça

T'as qu'a vouére

### Monologues
Les Galifeurtiaux  [garnements] 

Solognot vente pelé  [ventre pelé]

J’veux pas qu’tu t’fasses couper les ch’veux

A ta place, j’me f’rais député

J’peux pas les senti les étos  [autos]

Moun idée su les danses nouvelles

Et pis c’est toujou... paye, paisan 

## Discographie
- Chansons de Sologne (1) - Guitares, chants et arrangements : Jean-Pierre Guilbert, François Viratelle. Production : Ballades en Sologne, 2010
- Chansons de Sologne (Saison 2) - Guitares, chants et arrangements : Jean-Pierre Guilbert, François Viratelle. Production : Ballades en Sologne, 2012.